# Spilotes
Genre
Synonymes
- Pseustes Fitzinger, 1843

Spilotes est un genre de serpents de la famille des Colubridae.

## Répartition
Les deux espèces de ce genre se rencontrent en Amérique centrale, à Trinité-et-Tobago et en Amérique du Sud.

## Liste des espèces
Selon The Reptile Database (22 avril 2014) :
- Spilotes pullatus (Linnaeus, 1758)
- Spilotes sulphureus (Wagler, 1824)

## Taxinomie
Les espèces du genre Pseustes ont été transférées dans les genres Spilotes et Phrynonax par Jadin, Burbrink, Rivas, Vitt, Barrio-Amorós & Guralnick en 2013.

## Publication originale
- Wagler, 1830 : Natürliches System der Amphibien, mit vorangehender Classification der Säugetiere und Vögel. Ein Beitrag zur vergleichenden Zoologie. 1.0. Cotta, München, Stuttgart and Tübingen, p. 1-354 (texte intégral).